# Gaultheria praticola
Gaultheria praticola är en ljungväxtart som beskrevs av Cheng Yih Wu. Gaultheria praticola ingår i släktet Gaultheria och familjen ljungväxter. Inga underarter finns listade i Catalogue of Life.